# Kazimierz Smorągiewicz
Kazimierz Smorągiewicz (ur. 8 marca 1859 w Sanoku, zm. 20 lipca 1912 w Krakowie) – polski lekarz, doktor wszech nauk lekarskich.

## Życiorys
Kazimierz Smorągiewicz urodził się 8 marca 1859 w Sanoku jako syn Armanda. 15 października 1880 zdał egzamin dojrzałości w C. K. I Gimnazjum w Rzeszowie. Ukończył studia medyczne i w połowie 1889 na wydziale lekarskim Uniwersytetu Jagiellońskiego uzyskał stopień doktora wszech nauk lekarskich. Około 1892/1893 prowadził praktykę lekarską w Krakowie. Od około 1892 do około 1894 był sekundariuszem I klasy w Szpital Łazarza w Krakowie. W 1893 został wybrany lekarzem stacji klimatycznej w Zakopanem. 10 maja 1894 decyzją Rady Miejskiej w Sanoku został mianowany lekarzem miejskim w Sanoku, 18 maja 1894 został przeniesiony ze stanowisko lekarza zakładu klinicznego w Zakopanem na urząd lekarza miejskiego przy magistracie w Sanoku, w lipcu 1895 ogłoszono mianowanie przez radę gminną stałym lekarzem miejskim tamże i pozostawał na stanowisku do 1896. Równolegle prowadził praktykę lekarską w Sanoku, był kierownikiem spraw sanitarno-policyjnych oraz pracował w Szpitalu Powszechnym w Sanoku. Został też członkiem sanockiego gniazda Polskiego Towarzystwa Gimnastycznego „Sokół”. 25 marca 1895 został wydziałowym Towarzystwa Muzyki Ochotniczej w Sanoku.

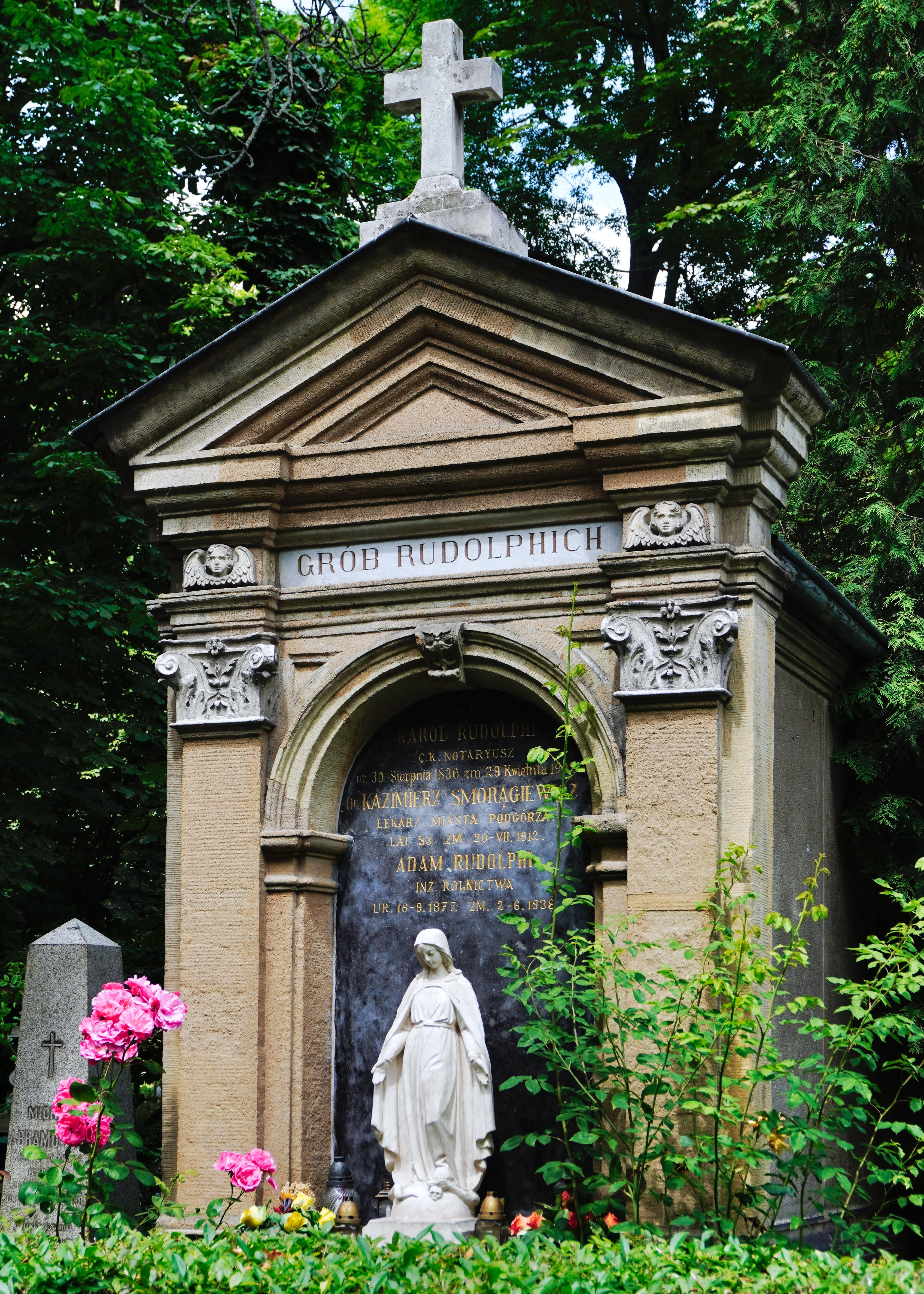
Grobowiec Kazimierza Smorągiewicza

Pod koniec września 1896 został przeniesiony na posadę lekarza miejskiego przy magistracie w Podgórzu i na tej posadzie pracował w kolejnych latach do końca życia. Jednocześnie w tym latach praktykował prywatnie jako lekarz w Podgórzu. Zamieszkiwał wtedy przy ul. Lwowskiej 10 (1 p.).
W szeregach C. K. Obrony Krajowej w marcu 1890 został mianowany asystentem lekarza „w stosunku ewidencji” ze starszeństwem z dniem 6 marca 1890. Od tego czasu do około był przydzielony do batalionu obrony krajowej nr 52 w Krakowie, potem podczas pobytu w Sanoku od około 1896 do około 1901 posiadał przydział do tamtejszego okręgu obrony krajowej nr 57 w strukturze 17 pułku Piechoty. Około 1901/1902 był przydzielony do tamtejszego okręgu obrony krajowej nr 18 w Przemyślu w strukturze tamtejszego 18 pułku Piechoty.
W lutym 1912 przebywał w sanatorium w Karsbadzie. Zmarł po długiej chorobie 20 lipca 1912 w Krakowie w wieku 53 lat. Został pochowany w grobowcu rodziny Rudolphi na cmentarzu Rakowickim w Krakowie 22 lipca 1912 (kwatera 7, rząd południowy, miejsce 9). Był żonaty i miał dzieci. Jego żoną była Zofia z domu Rudolphi (1880-1946), później żona Edmunda Makowskiego.

## Odznaczenia
- Złoty Krzyż Zasługi Cywilnej z koroną („w uznaniu ogólno pożytecznej i humanitarnej działalności”)[37]
- Brązowy Medal Jubileuszowy Pamiątkowy dla Sił Zbrojnych i Żandarmerii (ok. 1899)[28]